# ビュイック・ヴェリテ7
ビュイック・ヴェリテ7（Buick Velite 7 ）はビュイックが製造する電動クロスオーバーで、中国専売車である。

## 概要
ヴェリテ7は、2017年にGMが発表した今後の電気自動車についての計画文書に登場したのが最初である（ヴェリテ7とは掲載されていないが、似たモデルが登場した）。
2020年1月、カモフラージュされたテストカーが路上で目撃され、当初はボルトEUVと推測されていた。
ヴェリテ7は2020年6月に正式発表され、同年7月にヴェリテ6 PHEVとともに発売された。
ヴェリテ7には容量55.6kWhのバッテリーが搭載されており、航続距離は500km、最大出力130kW（174hp; 177PS）、最大トルク360Nm（266lb・ft）を発揮する。